# 2395 Aho
A 2395 Aho (ideiglenes jelöléssel 1977 FA) a Naprendszer kisbolygóövében található aszteroida. Harvard Obszervatórium fedezte fel 1977. március 17-én.